# سينتاييهو إيجيغو
سينتاييهو إيجيغو تامرات (بالإنجليزية: Sentayehu Ejigu Tamerat)‏ هي عدائة مسافات طويلة إثيوبية ولدت في يوم 21 يونيو 1985 في مدينة ديبري ماركوس في إقليم أمهرة في إثيوبيا، إختصت بسباقات ال5000 متر و3000 متر حواجز أبرز إنجازاتها هو فوزها بالميدالية البرونزية في بطولة العالم لألعاب القوى داخل الصالات 2010 في الدوحة، أفضل رقم لها في سباق 5000 متر هو 14:28.39 دقيقة وألذي سجلته في 2010.

## روابط خارجية
- سينتاييهو إيجيغو على موقع الاتحاد الدولي لألعاب القوى (الإنجليزية)
- سينتاييهو إيجيغو على موقع الدوري الماسي (الإنجليزية)
- سينتاييهو إيجيغو على موقع أوليمبيديا (الإنجليزية)